# Valentin Haüy

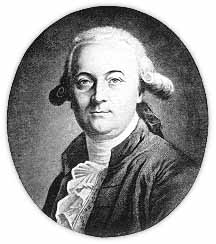
Valentin Haüy

Valentin Haüy (ur. 1745 w Saint-Just-en-Chaussée, zm. 1822 w Paryżu) – francuski pedagog, pionier kształcenia niewidomych. 

## Życiorys
W 1784 r. założył w Paryżu pierwszą szkołę przeznaczoną dla niewidomych dzieci. W szkole tej zastosował metodę czytania za pomocą dotyku tekstów, które były drukowane dużą i wypukłą czcionką. Jego bratem był mineralog René-Just Haüy.